# Als' historie
Als' historie strækker sig fra de tidligste spor af menneskelig aktivitet i stenalderen til nutidens moderne erhvervs- og kulturmiljø. Øen har været beboet siden jægerstenalderen, hvilket bl.a. fremgår af fund af bopladser, gravhøje og rige fortidsminder. Gennem bronzealderen og jernalderen blev Als en del af de netværk, der formede Sydskandinavien, og øens beliggenhed i Østersøen gav den tidligt strategisk betydning. Hjortspringbåden vidner om avanceret skibsbygning.
I middelalderen blev der opført borge og slotte som Sønderborg Slot og Nordborg Slot, der udviklede sig til magtcentre og dannede grundlag for købstæder som Sønderborg og Nordborg. I perioden efter reformationen blev Als tæt forbundet med hertugdømmet Slesvig og styret af både kongelige og hertugelige slægter, især gennem Augustenborg Slot.
I slutningen af 1700-tallet og begyndelsen af 1800-tallet gennemgik landbruget store omvæltninger med landboreformerne, og de karakteristiske kroggårde satte deres præg på landsbystrukturen.
I nyere tid blev øen hårdt ramt af krige, bl.a. under slaget om Als i 1864, og Danmarks nederlag, hvor øen blev en del af det Tyske Kejserrige, men også af naturkatastrofer som stormfloden 1872. 
Efter Genforeningen i 1920 blev Als igen en del af Danmark, og i løbet af 1900-tallet udviklede øen sig til et moderne industrisamfund. Særligt virksomheder som Danfoss og Linak skabte arbejdspladser og teknologisk innovation, mens infrastrukturprojekter som Alssundbroen og Kong Christian den X's Bro styrkede forbindelsen til fastlandet. I dag rummer Als både et levende erhvervsliv, historiske seværdigheder og et stærkt lokalt kulturliv.

## Stenalderen
I jægerstenalderen (ca. 12.500–4.000 f.Kr.) bosatte jæger-samlergrupper sig på Als og udnyttede kyst- og skovområdernes ressourcer. De ældste fund stammer fra Brommekulturen (ca. 11.000-ca. 10.500 f.v.t.) og er fundet ved Pølsgård på Sydals. Kyststrækningen har dog ændret sig meget siden mange steder er tidligere bopladser derfor blevet oversvømmet.
Med overgangen til bondestenalderen (ca. 4.000–1.700 f.Kr.) blev fastboende landbrugere dominerende. Fra denne tid stammer flere imponerende megalitgrave, bl.a. Baronens Høj ved Augustenborg, en af Danmarks største runddysser, der viser sociale og rituelle strukturer på øen.

## Bronzealderen
Øen er også rig på billedsten, hvor talrige såkaldte skåltegnssten er blevet lokaliseret. Disse skåltegn – små, runde fordybninger indhugget i sten – er ofte fundet på overliggere af megalitiske gravanlæg fra yngre stenalder, som f.eks. i Nørreskoven. Et særligt bemærkelsesværdigt fund er en skåltegnssten indsat i fundamentet under Lysabild Kirke, hvor der findes hele 108 skålgruber.
På Als er sporene fra bronzealderen (ca. 1700–500 f.Kr.) mest tydelige gennem de monumentale gravanlæg, som har præget landskabet i årtusinder. En af de mest markante lokaliteter er skovområdet Blomeskobbel, beliggende ca. 4 km sydøst for Fynshav ved Lillebælt. Her findes Sønderjyllands største samling af gravhøje, herunder to enorme langdysser på henholdsvis 53 m og 34 m, hver forsynet med to gravkamre, der ligger side om side i skovens nordlige del. Ved restaureringen i 1935–36 blev kun et knust lerkar og nogle flintknive fundet, hvilket vidner om både fortidens gravritualer og tidlige plyndringer. I nærheden findes også flere runddysser, hvoraf én besidder et særligt velbevaret kammer, mens en anden ligger mere forstyrret et stykke inde i skoven. Omkring 300 meter vest for området står endnu en langdysse med rester af to stenkamre.
Samtidig ligger Sønderskoven øst for Sønderborg by, og området øst og syd for skoven huser et af Als’ mest højt opbyggede gravfelter. Her kan man finde over 40 gravhøje spredt ud over marker og skov. Blandt dem ligger den frittstående Klintinghøj, som kan ses fra vejen. I østkanten af skoven – kendt som Helshøje – findes nogle af de højeste gravhøje på øen, op til 3–4 meter høje. Den mest imponerende er Rævehøj, med en højde på cirka 6,5 meter, og fra området er der udsigt til både Broager Kirkes tårne og Dybbøl Mølle.

## Jernalderen
I jernalderen (ca. 500 f.Kr.–800 e.Kr.) oplevede Als, ligesom resten af Danmark, store samfundsmæssige og teknologiske forandringer. Perioden startede med førromersk jernalder, hvor lokale bønder begyndte at udvinde jern fra myremalm — en ressource rigelig i vådområder og afgørende for udviklingen af landbrugets redskaber og dagligliv.
Et centralt træk ved jernalderen er landsbyernes udvikling og langhuse. Boligerne var ofte opført i træ og ler, med plads til både mennesker og husdyr under samme tag – en praktisk løsning til at klare kolde vintre.
Trods periodens længde er udeblivelsen af markante bebyggelsesspor på Als ikke unik: jernalderens anlæg viser sig typisk som små gruber og stolpehuller, og er derfor vanskelige at identificere uden arkæologisk feltarbejde.
Et af Als’ vigtigste fund fra ældre jernalder er Hjortspringbåden, udgravet 1921–22 i Hjortspring Mose ved Guderup som led i et stort våbenoffer. Båden dateres til ca. 400–300 f.Kr. og regnes for Nordens ældst bevarede plankebyggede fartøj; den er næsten 19–20 m lang, let (omkring 500–530 kg) og kunne medføre ca. 23–24 krigere med udrustning. Skroget er bygget af lindetræsplanker, syet sammen med bast, og enderne har karakteristiske opadbuede “snabler”, en form der peger tilbage til bronzealderens skibsbilleder. Originalen udstilles i dag på Nationalmuseet i København, og der findes en fuldskalakopi (Tilia Alsie), bygget af Hjortspringbådens Laug.

## Vikingetiden
I vikingetiden (ca. 800–1050 e.Kr.) spillede Als en central rolle i områdets maritime kultur og de ritualer. Unikt for øen er fundet af flere skibssætninger, der ligger som stenformede bådlignende anlæg, skabt som symboliske gravsteder — et udpræget vikingeæstetisk fænomen. På Stolbro Næs, en tange midt i Augustenborg Fjord, fandtes oprindeligt fire skibssætninger og tre gravhøje. I dag er kun en enkelt skibssætning og nogle mindre gravhøje bevaret. Skibssætningen i Stolbro Næs måler ca. 12 m i længde og 4,5 m i bredden omkring midten, og består af 45 store marksten; ved udgravning i 1960 blev en enkel brandplet med menneskeknogler fundet, med en datering, der peger mod 700-800-tallet.
Derudover er der registreret lignende fund ved Dyndved og Stolbro Nakke, tæt på kysten, og her ligger skibssætningerne synligt for vandrere og besøgende via en stiforbindelse. Præcis overfor øen Katholm er der også fundet flere gravhøje og dens nærvedliggende grusbanke har afsløret yderligere begravelser fra vikingetiden – hvilket tydeligt peger på Als’ rolle som et centralt grav- og kultlandskab.
Fra 1967-1969 rekonstruerede en gruppe vikingeskibet Sebbe Als baseret på fundet Skuldelev 5. Det er en af Nordens ældste sejlende kopier af et vikingskib.

## Middelalderen
I middelalderen blev Als gradvist organiseret gennem en kombination af borgbyggeri, kirker og købstæder. Allerede i 1100-tallet blev der anlagt vigtige forsvarsanlæg: Sønderborg Slot blev påbegyndt omkring 1170–1230 som en befæstet borg på en holm i Alssund, opført for at beskytte området mod vendiske angreb og for at hævde kongemagten i regionen. Samtidig fungerede Nordborg Slot (oprindeligt kaldet Alsborg anlagt af Svend Grathe omkring 1150), nævnt i kilder fra 1200–1300-tallet, som et nordligt forsvarsanlæg og centrum for administration. Hertil kom mindre anlæg som Kegborg voldsted, der vidner om tidlige magtcentre og jordbeskyttelse i det lokale landskab.
Omkring disse borge udviklede der sig bydannelser, som i takt med middelalderen fik status som købstæder. Ved Sønderborg Slot voksede byen Sønderborg frem, der i 1200-tallet opnåede købstadsrettigheder og dermed privilegier for handel og markedsafholdelse. Byen blev hurtigt øens vigtigste handelscentrum, understøttet af sin havn ved Alssund, hvor skibsfarten muliggjorde kontakt til både det øvrige Danmark og det nordtyske område. Også omkring Nordborg Slot opstod et mindre bysamfund, der siden udviklede sig til købstad, om end i mere beskedent omfang.
Ud over borgene spillede de mange sognekirker på Als en central rolle for både befolkningens religiøse liv og organiseringen af landsbyerne. Flere af kirkerne blev opført i 1100- og 1200-tallet i romansk stil og markerer den tætte sammenhæng mellem lokalsamfund og kirkelig magt i middelalderen.

## 1536–1849
Efter reformationen i 1536 blev Als, ligesom resten af Danmark, en del af den lutherske kirke og kom under kongemagtens direkte indflydelse. Sønderborg Slot blev i denne periode moderniseret og udbygget af Christian 3., som havde et nært forhold til øen og i 1540’erne lod indrette et pragtfuldt renæssanceanlæg med slotskapel og repræsentative rum. Slottet blev senere berømt som opholdssted for den afsatte Christian 2., der sad fængslet her fra 1532 til 1549.
I de følgende århundreder var Als præget af de komplicerede forhold mellem kongemagten og hertugdømmet Slesvig, som øen formelt hørte under. Øen var opdelt i flere hertugdømmer og forleninger, og slægten |Augustenborgs hertuger opførte i 1600-tallet det pompøse Augustenborg Slot, der i 1700-tallet udviklede sig til et af de vigtigste kulturelle og politiske centre i Sønderjylland.
Landbruget var fortsat den dominerende erhvervssektor, men de feudale strukturer skabte store sociale spændinger. Indtil slutningen af 1600-tallet var bønderne på Als underlagt vornedskabet, en form for stavnsbånd, hvor de ikke frit kunne forlade deres jord. Dette blev dog ophævet på Als i 1696 under særlige betingelser, hvilket satte gang i en gradvis omstrukturering af landbrugssamfundet.
1700-tallet bragte både økonomisk vækst og nye udfordringer. Bøndernes vilkår blev ændret med landboreformerne i slutningen af århundredet, hvor udskiftning og overgang til selveje ændrede landsbyernes struktur. På Als førte reformerne til fremkomsten af særlige gårdformer, bl.a. de karakteristiske kroggårde (gårdens hovedlænge er tilbygget lader og stalde der giver form som en krog), som kendes fra Sønderjylland og Slesvig, hvor gårdene lå samlet omkring en gårdsplads i landsbyens centrum. Jollmands Gård i Asserballe er den sidste kroggård på Als, og den fungerer i dag som museum for denne særlige byggeskik.
Als var i perioden også gentagne gange præget af krige og udenlandsk besættelse. Under Torstenssonkrigen og Karl Gustav-krigene i 1600-tallet blev øen hærget af svenske tropper, og i 1700-tallet blev Als ramt af følgerne af den danske deltagelse i stormagtskonflikterne i Nordeuropa. Disse krige, sammen med pestudbrud og økonomiske nedgangstider, lagde en tung byrde på øens befolkning.

## 1849–1919
Under krigen i 1864 udspillede det dramatiske slaget om Als sig natten til 29. juni, da preussiske tropper overraskede de danske styrker og erobrede øen. Sammen med resten af Sønderjylland var Als herefter en del af først Preussen og senere det tyske kejserrige.
I 1872 ramte den voldsomme Stormfloden 1872 også Als, hvor mange lavtliggende områder blev oversvømmet, og store ødelæggelser fandt sted. Denne hændelse spiller stadig ind i anlæggelsen af nye bygninger ifht. til kystsikring og fremtidige stormfloder.
Under første verdenskrig var Als – og det øvrige Sønderjylland – en del af det tyske kejserrige, hvilket betød, at befolkningen blev direkte impliceret i krigsindsatsen. Som tyske statsborgere blev mange dansksindede sønderjyder tvangsindkaldt til militærtjeneste – både i hæren, flåden og luftvåbenet – selvom mange følte sig kulturelt og nationalt tilknyttet Danmark. I alt deltog omkring 30.000 dansksindede sønderjyder, og over 5.300 faldt i tjeneste,
 heraf 1.524 fra det, som i dag er Sønderborg Kommune.
På hjemmefronten oplevede Als’ befolkning danskernes levevilkår under krigen direkte parallelt med resten af det tysksindede område, nemlig stigende myndighedskontrol og krav om aflevering af afgrøder til krigsindsatsen. Det førte ofte til skattestop, sortbørshandel og bevidst underskud i officiel statistik – med en klar intern konflikt mellem officiel pligt og lokal solidaritet.
Desuden spillede Sønderborg Slot en rolle som kaserne under krigen, særligt for det tyske Füsilier-Regiment “Königin” Nr. 86. Regimentet mistede en betydelig del af sine soldater – mange fra Als – og slottet fungerede desuden som interneringssted for civile anholdt ved krigsudbruddet.

## 1919–nu
Ved Genforeningen i 1920 blev Als igen en del af Danmark. Mellemkrigstiden blev dog præget af affolkning og økonomisk stilstand mange steder, særligt i landdistrikterne.
Der blev dog også grundlagt flere markante virksomheder.
I 1933 grundlagde Mads Clausen virksomheden Danfoss i Nordborg, som siden voksede til en global industrikoncern og fik afgørende betydning for øens erhvervsliv. Byerne Nordborg og Havnbjerg voksede særligt i 1940 som følge af tilflytning af arbejder til Danfoss. Udbygningen fra en beskeden ventilverden til en global industrikoncern gjorde Danfoss til både en regional økonomisk motor og et symbol på dansk teknologisk fremdrift. I 2023 beskæftigede Danfoss omkring 43.00 medarbejdere globalt, heraf cirka 5.000 i Danmark. 
Linak blev grundlagt i 1907 som Christian Jensen Maskinfabrik og producerede oprindeligt landbrugsmaskiner. I 1976 overtog Bent Jensen familievirksomheden og ændrede dens fokus til udvikling af elektriske lineære aktuatorer, hvilket senere gav navnet LINAK (LIneær + Aktuator). Siden 1980’erne har LINAK udviklet sig til en international koncern med datterselskaber i mere end 30 lande. Virksomheden er i dag en af verdens førende producenter af aktuatorsystemer inden for mange forskellige områder. I dag har virksomheden omrking 2.400 på verdensplan. De store industrivirksomheder er i dag medvirkende til, at Als i dag har den højeste koncentration af højtuddannede ingeniører i Danmark uden for hovedstadsregionen, og de har en betydelig andel i områdets vækst.
Under Anden Verdenskrig var Als – som resten af Danmark – besat af Tyskland fra den 9. april 1940 til befrielsen i maj 1945. Øens strategiske placering i Alssund og ud mod Østersøen gjorde, at den havde betydning både som garnisonsområde og for tyske forsvarsværker. Flere steder på øen blev der etableret kystbatterier, bunkeranlæg og luftværnsstillinger.
Den tyske tilstedeværelse var markant i Sønderborg, hvor både havnen og Sønderborg Slot blev benyttet af besættelsesmagten. Hertil kom beslaglæggelse af bygninger til indkvartering af tropper og til brug for den tyske krigsadministration.
Befolkningen på Als oplevede besættelsen på forskellig vis: mens nogle samarbejdede med tyskerne, deltog andre i modstandsaktiviteter, herunder distribution af illegale blade og hjælp til flygtninge. Øen havde dog ikke en stor modstandsbevægelse sammenlignet med andre egne, men enkeltpersoner satte liv og frihed på spil for at støtte de allierede.
Ved krigens afslutning i maj 1945 oplevede Als, ligesom resten af Sønderjylland, en massiv flygtningestrøm fra Østpreussen og andre dele af det kollapsende Tyskland. Mange tusinde tyske flygtninge blev midlertidigt indkvarteret i lejre på øen, hvilket satte hårdt pres på de lokale ressourcer og befolkning.
En mindre lokal virksomhed, der har markeret sig i nyere tid, er Destilleriet Als, der bl.a. har modtaget Gazelleprisen og internationale spiritus-priser.
Forbindelserne til fastlandet blev styrket med åbningen af Kong Christian den X's Bro i 1930 og senere Alssundbroen i 1981, hvilket gjorde transport og handel lettere.
Samtidig forblev færgeruterne vigtige, herunder færgefarten Ballebro der har eksisteret siden 1600-tallet, og færgen M/F Bitten Clausen, som længe var en vigtig forbindelse mellem Als og Jylland.
Frem til kommunalreformen i 1970 var Als opdelt i en række mindre sognekommuner, som hver især stod for lokale opgaver som skolevæsen og fattigforsorg. Reformen i 1970 samlede disse små enheder i fire større kommuner: Nordborg Kommune, Augustenborg Kommune, Sydals Kommune og Sønderborg Kommune.
I forbindelse med den næste store kommunalreform i 2007 blev de fire kommuner på Als sammenlagt med Broager Kommune på fastlandet til en ny storkommune under navnet Sønderborg Kommune. Denne sammenlægning blev blandt andet begrundet med ønsket om at skabe en mere bæredygtig kommunal struktur, der kunne håndtere både administrative og økonomiske udfordringer mere effektivt.
Overordnet har særligt landdistrikterne lidt af fraflytning i 1900-tallet, mens Søndborg er vokset, også i takt med at flere nye uddannelsesinstitutioner er åbnet i byen, hvilket har tiltrukket særligt unge.